# Paranandra laosensis
Paranandra laosensis är en skalbaggsart som beskrevs av Stefan von Breuning 1942. Paranandra laosensis ingår i släktet Paranandra och familjen långhorningar.
Artens utbredningsområde är Laos. Inga underarter finns listade i Catalogue of Life.